# Schall und Rauch (1919–1921)

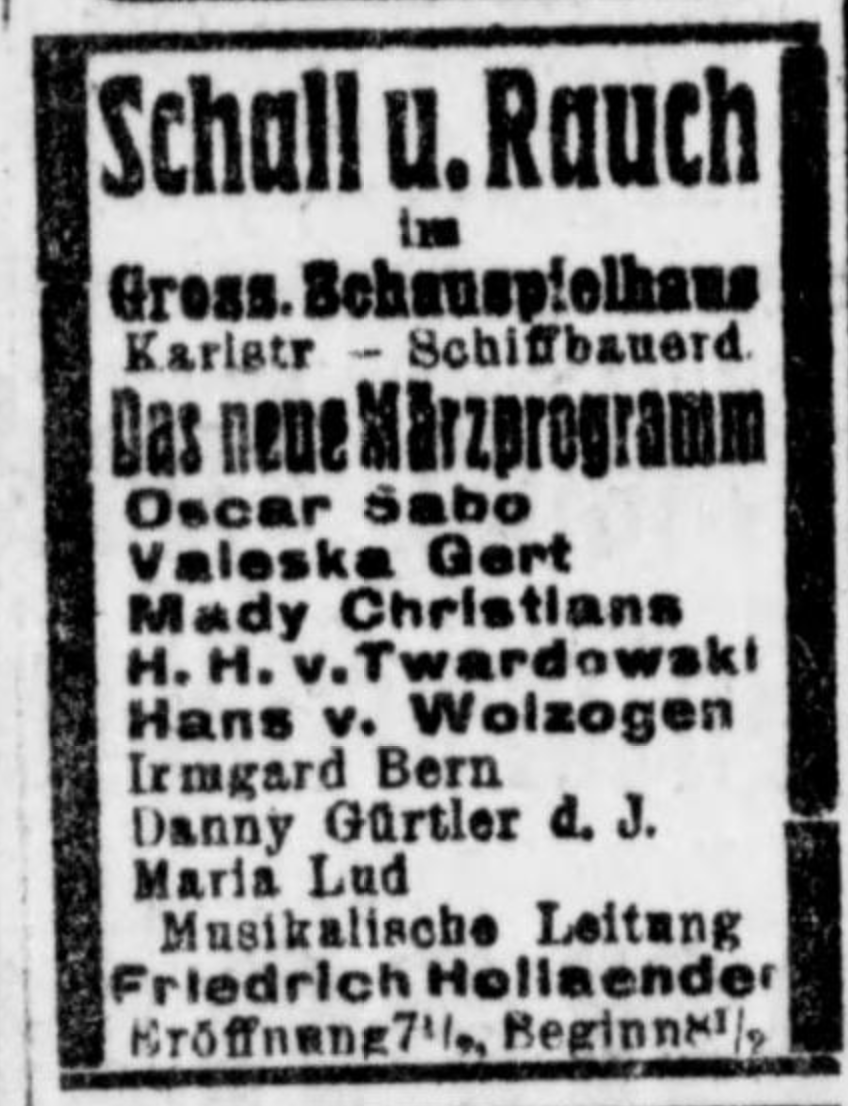
Schall und Rauch, 26. März 1920

Schall und Rauch war ein Kabarett in Berlin von 1919 bis 1921, in dem Kurt Tucholsky, Friedrich Hollaender und weitere Künstler mitwirkten.

## Geschichte

### Gründung
Max Reinhardt organisierte in seinem Neuen Schauspielhaus am Schiffbauerdamm die Vorbereitungen für das neue Cabaret Schall und Rauch. Er stellte Räumlichkeiten im Keller zur Verfügung, sowie Schauspieler und weitere Mitarbeiter.
Am 8. Dezember 1919 gab es den ersten Auftritt.

### Beteiligte Persönlichkeiten
Erster Direktor war Rudolf Kurtz, dessen Stellvertreter Heinz Herald. Die Texte der Programme wurden vor allem von Walter Mehring und Klabund geschrieben, weitere Autoren waren Kurt Tucholsky und später Joachim Ringelnatz, auch Texte von Erich Kästner und anderen Autoren wurden vorgetragen. Die musikalische Leitung hatte Friedrich Hollaender, weitere Komponisten und Pianisten waren Werner Richard Heymann und Mischa Spoliansky. Bühnenbilder und Kostüme entwarfen Ernst Stern, sowie gelegentlich auch George Grosz und John Heartfield. Zu den Schauspielern gehörten der beeindruckende Kabarettist Paul Graetz, sowie Blandine Ebinger, Trude Hesterberg und weitere. Auch die Ausdruckstänzerin Valeska Gert erhielt viel Aufmerksamkeit.

### Inhalte
Schall und Rauch war das erste Kabarett im Berlin der jungen Weimarer Republik mit einem gehobenen Niveau. Es wurden vor allem das Zeitgeschehen satirisch kommentiert, dabei Politiker und weitere Personen karikiert. Vorbilder waren das frühere Schall und Rauch von Max Reinhardt von 1901/03, aus dem auch einige Motive übernommen wurden, sowie das Cabaret Voltaire aus Zürich.

„„Schall und Rauch“ war kein Wortkabarett, wie wir es heute fast ausschließlich vorfinden. Es lebte von der Vielfalt. Spielszenen, Chansons, Couplets, Film, Puppenspiel und Tanz – alles wurde geboten. 
Glanzstück der Premiere war das satirische Puppenspiel „Einfach klassisch!“, Text von Walter Mehring, Musik von Friedrich Hollaender. Von dieser Attraktion sprach Berlin noch lange nach der Eröffnungsvorstellung. Eine „Orestie mit glücklichem Ausgang“ nannte man das Stück, aber die Helden der griechischen Tragödie stolzierten vollgefressen mit Stock und Frack daher. (...) 
So etwa lief allabendlich das Programm über die Bühne: abwechslungsreich, voller Schwung und Originalität. (...)  „Schall und Rauch“ war im Gespräch in Berlin, denn dort war „was los“. Und „fast immer“, schrieb eine Zeitung, „wenn in „Schall und Rauch“ die Stimmung zum Sieden gebracht wurde, knallte es auch draußen — nur war’s dort gefährlicher“.“

### Weitere Entwicklung
Seit etwa April 1920 ging die Leitung des Kabaretts in verschiedene Hände über. Seit September 1920 war Hans von Wolzogen neuer Direktor. In den folgenden Monaten wurden die Programme seichter und verloren ihren politischen Biss.
Im März 1921 fand die letzte Vorstellung statt.